# 性能优化
性能优化是指人們对系統性能的改进。不同的領域，對性能的定義有所不同。通常在计算机系统中，性能的確會出現问题且性能問題可以预期。大多数系统会以某种程度的下降性能以应对负载的增加。性能优化的解決辦法有代码优化、负载均衡、缓存策略、分布式计算。